# Listă de rase de câini
Aceasta este o listă alfabetică de rase de câini. Pentru a vedea o listă de rase de câini pe grupe, vedeți Listă de rase de câini pe grupe.

## A
- Affenpinscher
- Ainu
- Airedale Terrier
- Akita Inu
- American Eskimo
- American Staffordshire Terrier
- Azawakh
- Amstaff

## B
- Barzoi
- Basenji
- Petit Basset Griffon Vendéen
- Basset Hound
- Beagle
- Bearded Collie
- Beauceron
- Bergamasco
- Bichon Bolognese
- Bichon Frisé
- Bichon Havanez
- Bichon Maltez
- Bloodhound
- Bobtail
- Border Collie
- Border Terrier
- Boston Terrier
- Boxer
- Brac german
- Brac german cu păr aspru
- Brac german cu păr scurt
- Brac italian
- Briard
- Brittany
- Buhund norvegian
- Bulldog
- Bulldog american
- Bulldog englez
- Bulldog francez
- Bulldog spaniol
- Bull terrier
- Bullmastiff

## C
- Câinele belgian de cireadă
- Cairn Terrier
- Cane Corso
- Cavalier Spaniel
- Chesapeake Retriever
- Chihuahua
- Chow chow
- Ciobănesc Anatolian
- Ciobănesc Australian
- Ciobănesc de Berna
- Ciobănesc de Shetland
- Ciobănesc german
- Ciobănesc alb elvețian
- Ciobănesc românesc carpatin
- Ciobănesc românesc de Bucovina
- Ciobănesc românesc mioritic
- Ciobănesc românesc corb
- Cocker Spaniel
- Collie cu păr lung
- Copoi ardelenesc
- Corgi galez Cardigan
- Corgi galez Pembroke
- Coton de Tuléar

## D
- Dalmațian
- Dandie Dinmont Terrier
- Deerhound
- Dobermann
- Dog argentinian
- Dog de Bordeaux
- Dog german

## E
- English Toy Terrier
- Estrella

## F
- Fox Terrier cu blană întinsă
- Fox Terrier sârmos

## G
- Golden Retriever
- Gordon Setter
- Griffon de Bruxelles

## H
- Husky Siberian

## I
- Irish Terrier

## J
- Jindo
- Jack Russel Terrier

## L
- Labrador Retriever
- Lagotto Romagnolo
- Landseer
- Lapphund finlandez

## M
- Malamut de Alaska
- Malinois
- Marele danez
- Mastiff Napoleon
- Metis

## O
- Ogar afgan
- Ogarul de Ibiza

## P
- Pekinez
- Pit Bull Terrier American
- Pointer englez
- Pug
- Puli unguresc
- Pudel
- Pomeranian

## R
- Rhodesian Ridgeback
- Rottweiler

## S
- Saint-Bernard
- Saluki
- Samoyed
- Schnauzer uriaș
- Scottish Terrier
- Setter englez
- Setter irlandez
- Shar Pei
- Shih-tzu
- Spaniel-ul de câmp
- Spitz german
- Spitz japonez
- Sussex Spaniel

## T
- Terra Nova
- Terrier australian
- Terrier Bedlington
- Terrierul de Boemia
- Terrierul negru rusesc
- Tibatan Spaniel

## V
- Vișlă

## W
- Weimaraner
- Welsh Sprnger
- West highland white terrier
- Whippet